# فوکر ایکس‌بی-۸
فوکر ایکس‌بی-۸ (انگلیسی: Fokker XB-8) یک هواپیمای ساخت فوکر است .